# Royal College of Chemistry
Le Royal College of Chemistry est un laboratoire de recherche en chimie créé à Oxford Street à Londres en 1846 à partir de fonds privés, en particulier de la famille royale.
Son premier directeur est August Wilhelm von Hofmann. Des chimistes de grande notoriété y ont travaillé : Frederick Augustus Abel, William Crookes, Edward Divers, John Newlands, William Henry Perkin.
En 1853 l'institution est en cessation de paiements. Elle est alors intégrée à la Royal School of Mines. En 1872 le laboratoire déménage à South Kensington et est renommé Royal College of Science (en), lequel devient en 1907 le département de chimie de l'Imperial College London.